# Teenage Mutant Ninja Turtles: The Cowabunga Collection
Teenage Mutant Ninja Turtles: The Cowabunga Collection ist eine Videospielsammlung, die vom Digital Eclipse entwickelt und von Konami weltweit am 30. August 2022 für Nintendo Switch, PlayStation 4, PlayStation 5, Xbox One, Xbox Series und PC veröffentlicht wurde.

## Inhalt
The Cowabunga Collection enthält folgende Spiele:
| Veröffentlichung | Titel                                                               | Ursprüngliches System | Spielart      | Online Multiplayer |
| ---------------- | ------------------------------------------------------------------- | --------------------- | ------------- | ------------------ |
| 1989             | Teenage Mutant Ninja Turtles (NES)                                  | NES                   | Einzelspieler | Nein               |
| 1989             | Teenage Mutant Ninja Turtles (Arcade)                               | Arcade                | Mehrspieler   | Ja                 |
| 1990             | Teenage Mutant Ninja Turtles II: The Arcade Game                    | NES                   | Mehrspieler   | Nein               |
| 1990             | Teenage Mutant Ninja Turtles: Fall of the Foot Clan                 | Game Boy              | Einzelspieler | Nein               |
| 1991             | Teenage Mutant Ninja Turtles: Turtles in Time                       | Arcade                | Mehrspieler   | Ja                 |
| 1991             | Teenage Mutant Ninja Turtles II: Back from the Sewers               | Game Boy              | Einzelspieler | Nein               |
| 1991             | Teenage Mutant Ninja Turtles III: The Manhattan Project             | NES                   | Mehrspieler   | Nein               |
| 1992             | Teenage Mutant Ninja Turtles IV: Turtles in Time                    | SNES                  | Mehrspieler   | Nein               |
| 1992             | Teenage Mutant Ninja Turtles: The Hyperstone Heist                  | Sega Mega Drive       | Mehrspieler   | Ja                 |
| 1993             | Teenage Mutant Ninja Turtles III: Radical Rescue                    | Game Boy              | Einzelspieler | Nein               |
| 1993             | Teenage Mutant Ninja Turtles: Tournament Fighters (SNES)            | SNES                  | Mehrspieler   | Ja                 |
| 1993             | Teenage Mutant Ninja Turtles: Tournament Fighters (Sega Mega Drive) | Sega Mega Drive       | Mehrspieler   | Nein               |
| 1993             | Teenage Mutant Ninja Turtles: Tournament Fighters (NES)             | NES                   | Mehrspieler   | Nein               |

The Cowabunga Collection enthält Speicher-, Lade-, und Rückspulfunktionen. Man kann einige Spiele Online oder Co-op spielen. Es verfügt auch über ein In-Game-Museum, das bisher unveröffentlichte Entwicklungsdesign der Spiele, Skizzen und Spieldesign-Material für die Titel bietet. Fast jedes Spiel enthält sowohl die westliche als auch die japanische Version, mit Ausnahme der Arcade-Version von Turtles in Time und der NES-Version von Tournament Fighters, die keine japanischen Versionen hatten.

## Entwicklung und Veröffentlichung
Die Collection wurde von Digital Eclipse entwickelt. Sie entwickelten auch die Collections The Disney Afternoon Collection and Street Fighter 30th Anniversary Collection.
The Cowabunga Collection wurde am 9. März 2022 beim PlayStation State of Play Event angekündigt. Das Spiel wurde bei San Diego Comic-Con 2022 vorgestellt. Am 30. August 2022 wurde das Spiel auf Nintendo Switch, PlayStation 4, PlayStation 5, Windows, Xbox One und Xbox Series X/S veröffentlicht. Eine physische Version des Spiels in limitierter Auflage wurde ebenfalls veröffentlicht, die ein Poster, 12 Karten, ein 180-seitiges Artbook usw. enthält. Die Box-Art und das Poster wurde vom Mitschöpfer Kevin Eastman entworfen.

## Rezeption
Teenage Mutant Ninja Turtles: The Cowabunga Collection erhielt laut Metacritic überwiegend positive Kritiken. Im deutschsprachigen Test von GameGeneral, mit einer Wertung von 87/100, wird besonders der vielseitige Umfang der Collection, die gelungene technische Umsetzung sowie der lokale Koop-Modus gelobt. Bis zum 7. April 2023 wurden über 1 Million Exemplare der Veröffentlichung verkauft.